# William Corson Holden
William Corson Holden, britanski general, * 1893, † 1955.